# Joseph Pannaye
Joseph Jo Pannaye est un footballeur belge né le 29 juillet 1922 à Saint-Nicolas, Liège (Belgique) et mort le 20 février 2009 à Liège (Belgique).

## Biographie
Jo Pannaye fait ses débuts en 1941 comme défenseur dans l'équipe première du Tilleur FC, club de la banlieue de Liège qui évolue alors en Division 1. En 1946, l'équipe est reléguée en division inférieure, mais revient parmi l'élite deux saisons après. L'équipe réussit à se maintenir quelques années grâce à une défense intraitable formée entre autres du gardien François Daenen et de Jo Pannaye.
Le défenseur est très vite sélectionné en équipe de Belgique : il joue son premier match international contre la France, le 24 décembre 1944. Cette rencontre perdue sur le score de 1 à 3, est restée mythique car elle est aussi le premier match des Diables Rouges et des français, joué après la guerre. Arrière central impitoyable, il tient Stanley Matthews en respect à Wembley en 1946 (Angleterre-Belgique, 2-0), avant d'aller faire match nul contre l'Écosse (2-2) à Hampden Park. Il joue en tout treize rencontres avec les Diables. 
Jo Pannaye quitte Tilleur en 1954 pour devenir entraîneur-joueur au RCS Verviétois. Il contribua à faire monter le club parmi l'élite en 1956 et à atteindre la finale de la Coupe de Belgique, finalement perdue contre le RC Tournaisien.
En 1961, il raccroche les crampons et part entraîner son ancien club qu'il fait remonter en Division 1. Il est à nouveau à Verviers en 1969. Puis dans les années 1980, il est Directeur Sportif dans le club du Panorama et assure l'intérim d'entraîneur sur un match en 1987.
Il est décédé le 20 février 2009 âgé de près de 87 ans

## Palmarès
- International belge A de 1944 à 1947 (15 sélections dont 13 caps)
- premier match international : le 24 décembre 1944, France-Belgique, 3-1 (match amical)
- Champion de Belgique D2 en 1948 avec le Tilleur FC et champion de Belgique D2 avec le RCS Verviétois en 1956
- Finaliste de la Coupe de Belgique en 1956 avec le RCS Verviétois